# Moulins de Régusse
Les moulins de Régusse sont des moulins à vent situés sur la commune de Régusse,  C.D. 260 (cadastre F 226),, à une quinzaine de kilomètres du lac de Sainte-Croix, dans le département français du Var, en région Provence-Alpes-Côte d'Azur. Ils font partie du domaine public de la commune.

## Historique
L’idée du moulin à vent fut ramenée en Provence, par les Templiers lors de leur voyage vers la Terre Sainte. Les moulins produisaient encore 52 tonnes de farine par an en 1811. 
Ils sont restés longtemps à l’abandon puis furent restaurés en 1995. Le mécanisme spécifique des moulins provençaux est adapté à deux vents dominants (le vent d’Est et le mistral). C’est pour cela que le toit en cône et les ailes sont orientables. Six personnes sont nécessaires pendant une demi-heure pour diriger le moulin face au vent. 
Jusqu’à 50 kilos de blé étaient versés dans une trémie. La farine, résultat de ces graines moulues entre meule dormante et meule tournante, était poussée vers l’extérieur et tombait dans la huche. 
C'est en 1565, dans l'acte d'évaluation des terres de la Seigneurie demandé par Antoine d'Albert, que l'on trouve la mention d'un moulin à Régusse. Mais on ne peut être très précis sur les dates de construction de chacun des premiers moulins d'origine. Ils dateraient des XIIe et XIIIe siècles,.
On sait seulement qu'en 1292, les hommes du castrum estiment être tyrannisés et traités de façon inhumaine : ils ne peuvent accéder au territoire du castrum de Moissac et même travailler hors du territoire de Régusse. Ils sont en outre obligés de moudre au moulin du Temple de Saint-Maurice, ce qui leur est incommode à cause de la distance. Ils se plaignent enfin d'autres abus et de l'usurpation du territoire de Collovegas par l'ordre qui y a mis ses animaux.

## Présentation
Les moulins à vent de Régusse sont des moulins à farine, de six mètres de hauteur, avec leur soubassement en pierre calcaire, en forme de tours de six mètres de diamètre (en Provence leur diamètre est généralement égal à la hauteur). Ils sont inscrits sur l’inventaire supplémentaire des monuments historiques par arrêté du 14 février 1978. 
Le toit (la chapelle), qui pèse 5,2 tonnes, est actuellement en cèdre rouge au lieu du châtaignier à l'origine.
Restaurés en 1995 en s'inspirant des plans d'origine de moulins type Provence datant de 1640, ils seront inaugurés le 3 août 1996. L’un est devenu un musée d’outils agraires, et l'autre dont le mécanisme a été entièrement restauré, est l'un des derniers de la région à pouvoir produire de la farine,. 
Le moulin ailé, au sud, complètement opérationnel, a été reconstruit suivant des plans de 1640. Il est identique au moulin de Grimaud et à celui de Fontvieille connu sous le nom de "moulin de Daudet".
Les travaux de maçonnerie, pour la remise en état des tours, ont été réalisés par l'entreprise Artibat de Régusse. La restauration du mécanisme, de la charpente et du toit l'ont été par les "Charpentiers du Haut Var" au Muy, dont le gérant, M. Aujogue est un ancien "Compagnon charpentier du tour de France".

## Œuvres artistiques et événements
Chaque année au mois d'août à l'époque de la moisson on peut assister à la mise en fonction du moulin, à des visites commentées, démonstration d'antan.... Et, à l'occasion des Journées du patrimoine de pays et des moulins et aux Journées européennes du patrimoine, l'association "Les Amis des Moulins de Régusse" propose des visites guidées, sur l'histoire, la restauration et le fonctionnement des moulins. Sur demande, si les conditions météo le permettent, le voilage et la mise en fonctionnement sont également prévus,.
Les moulins de Régusse ont fait l'objet de tournages pour la série Draculi & Gandolfi de Guillaume Sanjorge.

### Bibliographie

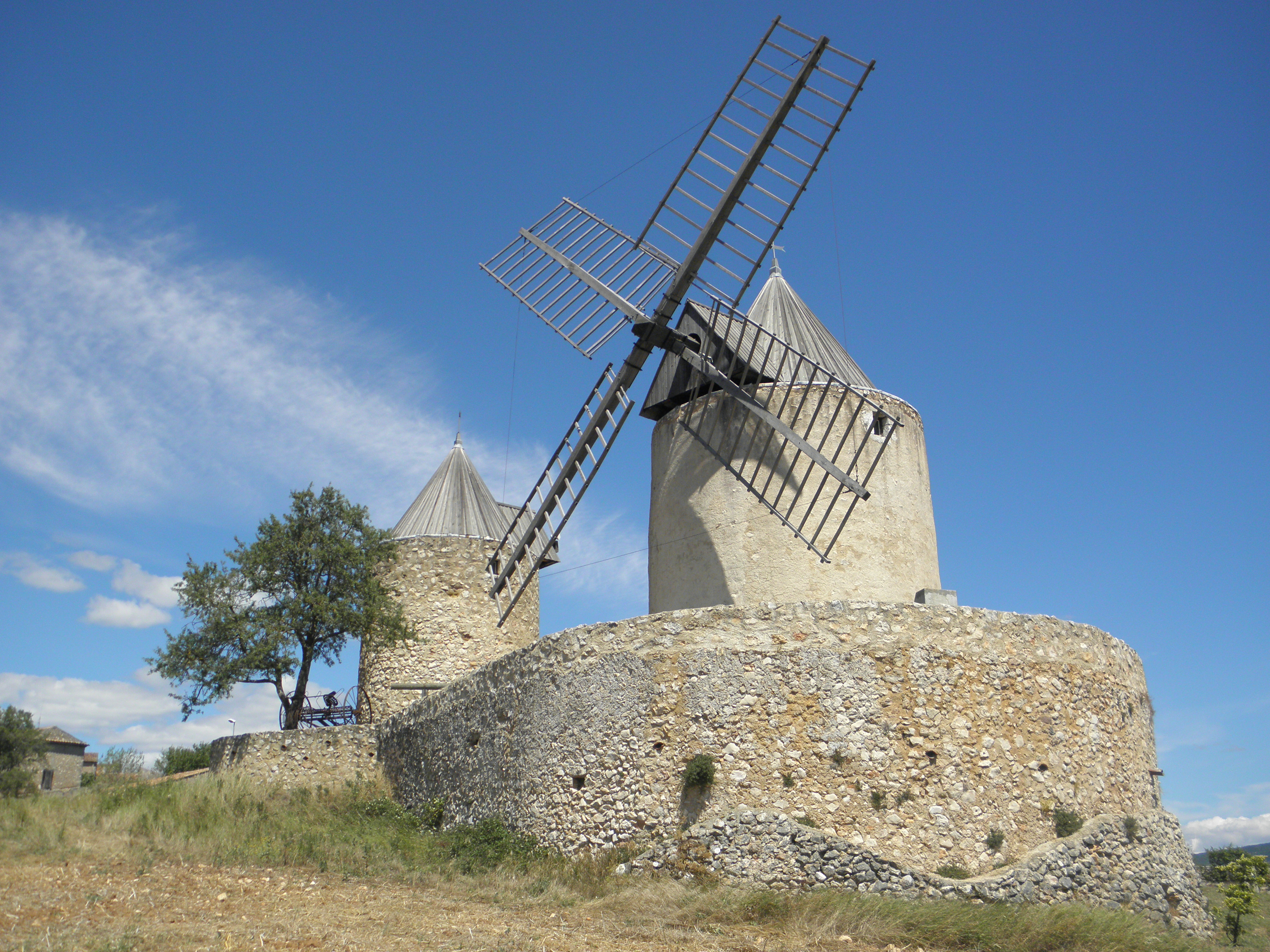
Moulins à vent de Régusse : soubassement.